# Dichocrocis euryatma
Dichocrocis euryatma là một loài bướm đêm trong họ Crambidae.